# Сан Франческо (Рим)
Сан Франческо је насеље у Италији у округу Рим, региону Лацио.
Према процени из 2011. у насељу је живело 85 становника. Насеље се налази на надморској висини од 656 м.